# Calyptooecia
Calyptooecia is een geslacht van mosdiertjes uit de familie van de Cleidochasmatidae. De wetenschappelijke naam van het geslacht is voor het eerst geldig gepubliceerd in 1984 door Winston.

## Soorten
- Calyptooecia conuma Almeida & Souza, 2014
- Calyptooecia insidiosa Winston, 1984